# Novo Petrovo Polje
Novo Petrovo Polje es una localidad de Croacia situada en el municipio de Crnac, en el condado de Virovitica-Podravina. Según el censo de 2021, tiene una población de 121 habitantes.

## Demografía
| Gráfica de población de Novo Petrovo Polje 1857-2011                |
|                                                                     |
| Según los censos de población de la Oficina de Estadísticas Croata. |